# Sangarcía
Sangarcía er en by og kommune i det centrale Spanien i provinsen Segovia. Den har et indbyggertal på 279 (2024) indbyggere.